# Fergus Engineering

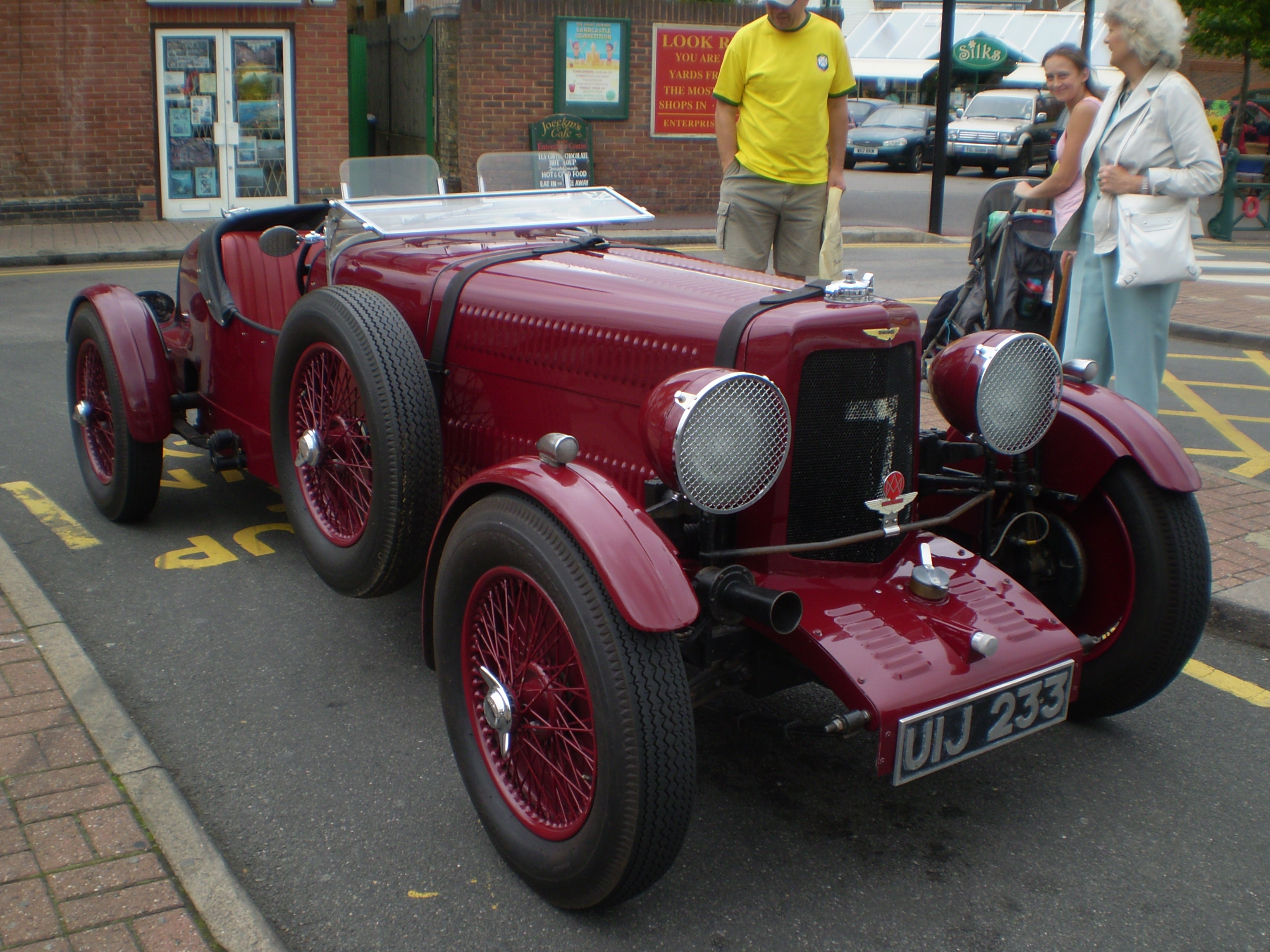
Fergus Mosquito

Fergus Engineering war ein britischer Hersteller von Automobilen.

## Unternehmensgeschichte
Robert Kennedy Ping gründete 1986 das Unternehmen in Kingsbridge in der Grafschaft Devon. Er begann mit der Produktion von Automobilen und Kits. Der Markenname lautete Fergus. 1987 endete die Produktion. Insgesamt entstanden mehr als sechs Exemplare.
AIMS aus dem gleichen Ort unter Leitung von Charles Smith übernahm 1991 das Projekt, fertigte aber nichts. Projects of Distinction aus Redditch in Worcestershire unter Leitung von Bob Lewis setzte die Produktion von 1992 bis 1999 unter Beibehaltung des Markennamens fort.

## Fahrzeuge
Zunächst gab es das Modell Wren. Dies war eine Nachbildung des Aston Martin Ulster und nur als Komplettfahrzeug erhältlich.
Der Mosquito ähnelte ebenfalls dem Ulster. Die Basis des Fahrzeugs bildete ein Leiterrahmen. Die offene Karosserie bestand aus Fiberglas und Aluminium. Der Vierzylindermotor vom Morris Marina trieb das Fahrzeug an. Von diesem Modell entstanden sechs Exemplare.